# Agostina Belli
Agostina Belli (Milán, 13 de abril de 1947) es una actriz cinematográfica y televisiva italiana. Su verdadero nombre es Agostina Maria Magnoni. Especialmente activa en la década de 1970, obtuvo entre otros premios el Globo de Oro en 1975.

## Trayectoria artística
Nacida en Milán el 13 de abril de 1947, siendo hija de Domenico Magnoni, artesano, y de Adele Margherita Dossena (titular de una pensión en Via Copernico, cerca de la estación central de Milán); su madre sería la 
víctima de un atroz delito no esclarecido Trabaja como secretaria en la Rinascente de Milán, aunque su sueño era el cine. Se traslada a Roma con la opinión contraria de su padre, que no la apoyaba en su vocación de convertirse en actriz. Al poco tiempo obtiene su primer papel en el cine, 
en la película Bandidos en Milán (Banditi a Milano, 1968), thriller de Carlo Lizzani protagonizado por Gian Maria Volonté y Tomás Milián; seguirían una serie de comedias, musicales, thrillers y películas de terror, como Giornata nera per l'ariete con Franco Nero o Barbazul (Barbablù, 1972) con Richard Burton. 
Agostina comienza a adquirir notoriedad por su papel de la mujer de  Giancarlo Giannini en Mimì Metallurgico ferito nell'onore, de Lina Wertmüller, a la que seguirían L'ultima neve di primavera de Raimondo Del Balzo y Sepultada viva (Sepolta viva) de Aldo Lado, en la que trabaja con su futuro compañero el actor noruego Fred Robsahm.
En 1974 es Sara en Profumo di donna de Dino Risi, el papel de su vida, aunque su trabajo junto a Vittorio Gassman no resulta sencillo. Una secuela ideada para Belli no llega a realizarse, años después se produjo una versión estadounidense con Al Pacino en el papel de ciego que hiciera Gassman. Belli no acaba de consolidarse en el cine más comercial, aceptando algunos papeles en comedias eróticas a la italiana (Commedia all'italiana) como Virilidad a la italiana (Virilità) de Paolo Cavara, alternadas con títulos algo más ambiciosos como Il piatto piange de Paolo Nuzzi, por la cual obtiene el premio Globo de Oro en 1975. El director Dino Risi vuelve a contar con ella para una película que rememoraba las comedias de teléfonos blancos de los 50: 
Telefoni bianchi, que le vale un premio especial David di Donatello. La película tiene una fría acogida en Italia, pero es un gran éxito en Francia, a donde Belli es llamada para rodar junto a Philippe Noiret en Giochi di fuoco. En este periodo Belli posa desnuda para la versión italiana de Playboy. 
A finales de la década de los 70, Belli es una actriz bastante requerida para coproducciones internacionales, en 1977 participa en  
Holocausto 2000 con Kirk Douglas, Il Genio con Yves Montand, Doppio delitto con Marcello Mastroianni y Peter Ustinov, Un taxi color malva con Fred Astaire, Charlotte Rampling 
(otro célebre icono sexual en aquella época) y de nuevo Ustinov; en 1978 rueda Enfantasme de Sergio Gobbi, un inquietante drama que supone su abandono de la escena por algunos años.
Con películas como Conviene far bene l'amore o Cara sposa, Agostina Belli mostró en su momento álgido, además de belleza, una vis cómica notable.
A principios de los 80 regresa al cine con películas como Vai avanti tu che mi vien da ridere con el cómico Lino Banfi y otras más ambiciosas como La guerrigliera, de Pierre Kast, pero el panorama cinematográfico está cambiando, y en 1996 decide retirarse de la escena. En el 2006, después de un largo silencio, 
interrumpido solo por alguna ficción televisiva, Belli regresa al cine con Uno su due de Eugenio Cappuccio, con Fabio Volo.

## Vida personal
En la década de 1970 se casó con el también actor Fred Robsahm; permanecieron juntos durante quince años hasta su separación; el actor noruego posteriormente contraería el virus del VIH. En el año 2007, Belli presentó en el Festival de Venecia Natural Born Star un commovedor documental de Even Benestad, inspirado en el periodo de oro y el declinar de su excompañero Fred Robsahm.

## Premios
| Año  | Premio                                      | Película         | Resultado |
| ---- | ------------------------------------------- | ---------------- | --------- |
| 1974 | Maschera d'argento                          | Profumo di donna | Ganadora  |
| 1974 | Grolla d'oro                                | Profumo di donna | Ganadora  |
| 1975 | Globo de Oro                                | Il piatto piange | Ganadora  |
| 1976 | David Especial al Premio David di Donatello | Telefoni bianchi | Ganadora  |
| 1980 | Sagittario d'Oro                            |                  | Ganadora  |
| 1986 | Premio De Curtis                            |                  | Ganadora  |
| 1987 | Premio Personalità Europea                  |                  | Ganadora  |

## Filmografía parcial
Cine
- Bandidos en Milán (Banditi a Milano), de Carlo Lizzani (1968)
- Il terribile ispettore, de Mario Amendola (1969)
- Angeli senza paradiso, de Ettore Maria Fizzarotti (1970)

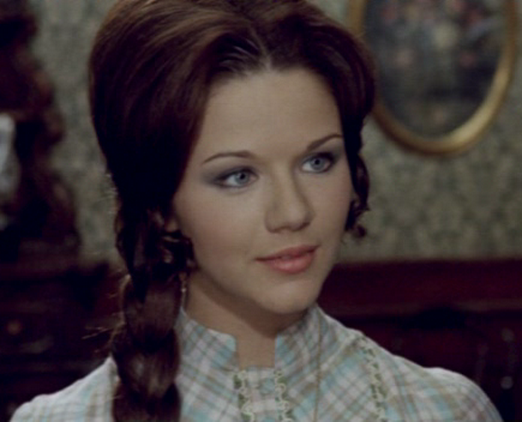
Fotograma de la película Angeli senza paradiso.

- Il caso "Venere privata", de Yves Boisset (1970)
- Formula 1 - Nell'Inferno del Grand Prix, de Guido Malatesta (como James Reed) (1970)
- Ivanna (Il castello dalle porte di fuoco), de José Luis Merino (1970)
- Ma che musica maestro! de Mariano Laurenti (1971)
- Nonostante le apparenze... e purché la nazione non lo sappia... All'onorevole piacciono le donne de Lucio Fulci (1972)
- Giornata nera per l'ariete de Luigi Bazzoni (1972)
- La noche de los diablos (La notte dei diavoli), de Giorgio Ferroni (1972)
- Mimì metallurgico ferito nell'onore, de Lina Wertmüller (1972)
- Barba Azul (Barbablù), de Edward Dmytryk (1972)
- La calandria, de Pasquale Festa Campanile (1972)
- Revólver (Revolver), de Sergio Sollima (1972)
- La última nieve de primavera (L'ultima neve di primavera), de Raimondo Del Balzo (1973)
- Sepultada viva (Sepolta viva), de Aldo Lado (1973)
- Baciamo Le Mani, de Vittorio Schiraldi (1973)
- Cuando el amor es sólo sexo (Cuando l'amore è sensualità), de Vittorio De Sisti (1973)
- Perfume de mujer (Profumo di donna , de Dino Risi (1974)
- Il piatto piange (1974)
- Virilidad a la italiana (Virilità), de Paolo Cavara (1974)
- La governante di Giovanni Grimaldi (1974)
- Conviene far bene l'amore de Pasquale Festa Campanile (1975)
- Due cuori, una cappella de Maurizio Lucidi (1975)
- La carrera de una doncella (Telefoni bianchi), de Dino Risi (1976)
- Il genio (Le grand escogriffe), de Claude Pinoteau (1976)
- Cara sposa, de Pasquale Festa Campanile (1977)
- Holocausto 2000 (Holocaust 2000), coproducción italo-británica de Alberto De Martino (1977)
- Doble asesinato (Doppio delitto), de Steno (1977)
- Un taxi malva de Yves Boisset (1977)
- Manaos (1978), de Alberto Vázquez Figueroa
- Enfantasme de Sergio Gobbi (1978)
- Vai avanti tu che mi vien da ridere de Giorgio Capitani (1982)
- Torna di Stelvio Massi (1983)
- Hermano del espacio, de Mario Gariazzo (como Roy Garret) (1986)
- Una donna da scoprire (1987), de Riccardo Sesani
- Mili KK (Soldati - 365 all'alba, 1987) de Marco Risi
- Uno su due di Eugenio Cappuccio (2006)
- I giorni perduti de Bruno Gaburro (2006)
- Natural born star (documental, como ella misma) de Even Benestad (2007)
- Amore che vieni, amore che vai, de Daniele Costantini (2008)

Televisión
- La voce del cuore (miniserie televisiva) (1995)
- Favola (telefilm), de Fabrizio De Angelis (1996)